# 미등록자
《미등록자》(일본어: プラチナデータ)는 히가시노 게이고의 2010년작 장편소설이다. DNA 수사에 의해 검거율 100%, 원죄율 0%가 된 가까운 미래의 일본을 무대로, DNA 정보 '플래티나 데이터'에 의해 범죄에 말려 들어가 용의자가 된 경시청 특수 조사기관의 천재 과학자와 그것을 집요할 정도로 쫓는 형사의 공방을 그린 작품이다. 대한민국에는 2011년에 원제에 가까운 《플래티나 데이터》로 서울문화사에서 출간되었다가, 2018년 지금의 제목으로 비채에서 출간되었다.
2013년 오토모 게이시 연출, 니노미야 가즈나리, 도요카와 에쓰시 주연으로 영화화되었다. (플래티나 데이터 (영화) 참조)

## 시놉시스
멀지 않은 미래. 조금의 유전 정보만 있으면 원 주인의 모든 신상정보를 예측할 수 있는 DNA 수사 시스템이 경찰수사에 도입된다. 이에 범죄수사는 획기적으로 변화하게 된다. 특수분석연구소의 가구라 류헤이는 이 시스템의 핵심 연구원으로, 기계가 통제하는 사회를 긍정하는 인물이다. 그런데 그는 도예가였던 아버지가 자살한 것을 계기로 이중인격 장애를 앓고 있었으며, 매주 한 번씩 '류'라는 또 다른 인격에게 몸의 통제권을 빼앗기고 있다.
DNA 수사 시스템이 국민들의 반발에도 불구하고 순조롭게 자리를 잡아간다. 그러다 DNA 수사 시스템의 개발자였던 다테시나 사키가 침입자에게 총을 맞고 살해당하는 사건이 벌어진다. 이 당시 가구라는 '류'에게 몸을 빌려 주고 있던 시간대였는데, DNA 수사 시스템을 이용해 범인의 신상정보를 도출해보니 놀랍게도 가구라의 얼굴이 나왔다. 가구라는 '류'가 범인일지 의심하면서 초조해하다가 결국 그 사실이 발각되어 경찰에 쫓기는 처지가 된다.
경시청의 아사마 형사는 부녀자 살인사건을 계기로 이 시스템을 이용한 수사팀에 엮이게 되었고, 다테시나 사키 살인사건의 수사도 맡게 된다. 그리고 사건의 핵심은 피해자 다테시나 사키가 죽기 직전에 개발했던 '모굴'이라는 프로그램과 '플래티나 데이터'라는 데이터에 숨어 있음이 드러난다.

## 등장인물

### 경찰청 특수분석연구소
- 가구라 류헤이(神楽龍平)

DNA 수사 시스템의 책임 연구원. 아버지의 죽음을 계기로 기계의 열렬한 신봉자가 되었다.
- - 류(リュウ)

가구라 류헤이의 숨은 인격으로, 가구라의 아버지가 자살했을 때 나타나기 시작했다. 가구라가 일주일에 한 번 '반전제'를 흡입하면 나타난다. 유일한 관심사는 그림을 그리는 것이다.
- - 스즈란(スズラン)

류의 애인이라고 주장하는 여자아이.
- 시가 다카시(志賀孝志)

올백머리의 연구소장.
- 시라토리 리사(白鳥里沙)

시가 소장이 가구라에게 새 조수로 붙여준 미녀 연구원. 미국에서 활동하고 있으며 목적을 갖고 가구라에게 접근했다.
- 호다카(穂高)

특별수사처에서 나온 수사관.

### 경시청 수사1과
- 아사마 레이지(浅間玲司)

경시청 수사과 형사. 그가 맡은 부녀자 살인사건이 DNA 분석 시스템의 시범 케이스로 해결되면서 관련 사건에 휘말린다.
- 도쿠라(戸倉)

아사마의 조수.
- 나스(那須)

수사과장.
- 기바(木場)

수사계장.

### 신세이키 대학 병원
- 다테시나 사키(蓼科早樹)

DNA 수사 시스템의 개발자. 자폐증이 있으나 천재적인 수학적 사고력을 지녔다(서번트 증후군). 그러나 얼굴 오른쪽을 보라색 반점이 뒤덮고 있어 외모 콤플렉스가 있었고, 남 앞에 나서기를 매우 꺼렸다. 가구라와는 서먹한 사이인 듯하다. 모종의 침입자에 의해 오빠 고사쿠와 함께 살해당한다.
- 다테시나 고사쿠(蓼科耕作)

사키의 오빠로, 수염을 덥수룩하게 기르고 있다. 남 앞에 모습을 잘 드러내지 않는 사키의 대변인 역할을 수행했다. 사키와 함께 살해당한다.
- 미나카미 요지로(水上洋次郎)

뇌신경과학부 교수이며, 가구라와 다테시나 사키의 담당 의사이다. 가구라의 또 다른 인격 류를 관리하고 있다.
- 도야마(富山)

병원 경비원으로 일찍부터 다테시나 남매와 알고 지냈다.

### 기타 인물
- 가구라 쇼고(神楽昭吾)

가구라 류헤이의 아버지로 유명한 도예가였다. '작가는 예술의 노예'라는 신념을 가지고 있었다. 로봇을 이용한 정교한 위조품이 성행하자 예술 위기론을 부정하며 나서지만, 진짜 자기 작품과 위조품을 가려내는 데 실패하자 좌절하여 자살하고 만다.
- 마루누마 레이코(丸沼玲子)

아사마 형사의 단골 바 '라운드'의 마담.
- 지쿠시(チクシ)와 사소리(サソリ)

모든 것이 관리되는 사회를 피해, 보레로시 깊은 산골에 마을을 꾸리고 사는 이들. 이름은 가명으로, 건축가(일본어: 建築士 겐치쿠시[*]와 전갈(사소리)에서 따온 것이다. 경찰에 쫓기던 가구라를 구해준다.
- 기타미네(北峰), 다마하라(玉原)

보레로 경찰서의 본부장과 형사.
- 구와바라 유타(桑原裕太)

DNA 수사 시스템에 의해 체포된 여대생 살인사건 용의자.
- 가쓰야마 고로(勝山悟郎)

'하이덴' 구매자.

## 서적 정보
- 히가시노 게이고 《플래티나 데이터》 겐토샤 ISBN 978-4-344-01847-1 / 서울문화사 ISBN 978-89-263-9055-9 / 비채 ISBN 8934982969